# نبرد کاناگاوا
نبرد کاناگاوا (انگلیسی: Battle of Kanagawa) بعد از مرگ ناگهانی اودا نوبوناگا خاندان هوجوی اخیر فرصت را مناسب شمرده و به یکی از ملازمان نوبوناگا بنام  تاکیگاوا کازوماسو که پس از پیروزی بر خاندان تاکدا در همان سال ۱۵۸۲ بر اراضی به دست آمده از این خاندان مسلط شده بود حمله کرد. این نبرد در مرز بین ولایت کوزوکه و ولایت موساشی انجام شد و کازوماسو پس از شکست به ناگاشیما بازگشت.